# NGC 450
NGC 450 (również PGC 4540 lub UGC 806) – galaktyka spiralna z poprzeczką (SBc), znajdująca się w gwiazdozbiorze Wieloryba. Odkrył ją William Herschel 1 października 1785 roku. Częściowo zasłania znajdującą się ponad sześciokrotnie dalej galaktykę PGC 4545.